# Knut Wold
Knut Wold, né le 28 juin 1933 à Elverum et mort le 19 janvier 2020, dans la même ville, est un biathlète norvégien.

## Biographie
Arrivant 16e de l'individuel, il gagne une médaille de bronze par équipes aux Championnats du monde 1958, avec Asbjørn Bakken, Rolf Gråtrud et Arvid Nyberg. Lors de l'édition 1959 des Championnats du monde, il est le meilleur des Norvégiens avec sa sixième place, menant de nouveau son équipe vers la médaille de bronze.

## Palmarès
- Championnats du monde 1958 à Saalfelden :
  -  Médaille de bronze à la compétition par équipes.
- Championnats du monde 1959 à Courmayeur :
  -  Médaille de bronze à la compétition par équipes.